# Astrid Aagesen

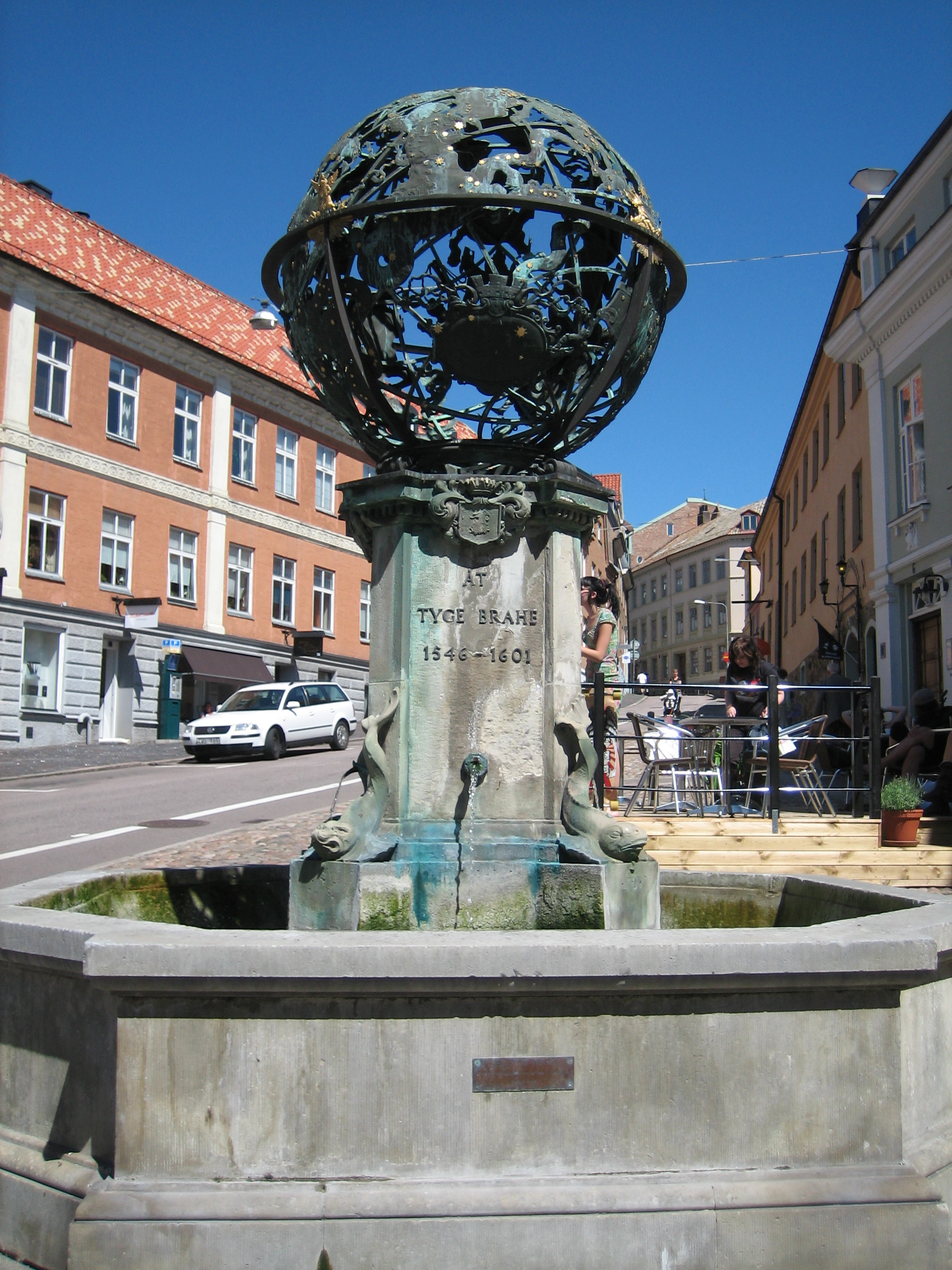
Tycho Brahes brunn uppförd som minne i Helsingborg 1927. Skapad av Astrid Aagesen och arkitekt Gustav Wilhelmsson Widmark.

Astrid Marie-Frederike Aagesen, född 1883 i Silkeborg och död 1965, var en dansk-svensk konsthantverkare.
Aagesen studerade vid Kunstindustriskolen for Kvinder och Teknisk Skole i Köpenhamn. Hon hade sin verkstad i Helsingborg mellan 1920 och 1937, och arbetade där med föremål i tenn och silver, ibland även i koppar. Bland hennes medarbetare märks konstnärerna Hugo Gehlin, Ivar Johnson och Gösta Adrian-Nilsson. 
Flera av hennes verk ställdes ut på Jubileumsutställningen i Göteborg 1923 samt Stockholmsutställningen 1930.
Bland hennes offentliga arbeten märks en kalk i silver för Gustav Adolfs kyrka i Helsingborg och globen på Tycho Brahes brunn i Helsingborg.
Aagesen finns representerad på Nationalmuseum, Malmö museum och på Nasjonalmuseet for kunst, arkitektur og design i Oslo.